# Risparmio

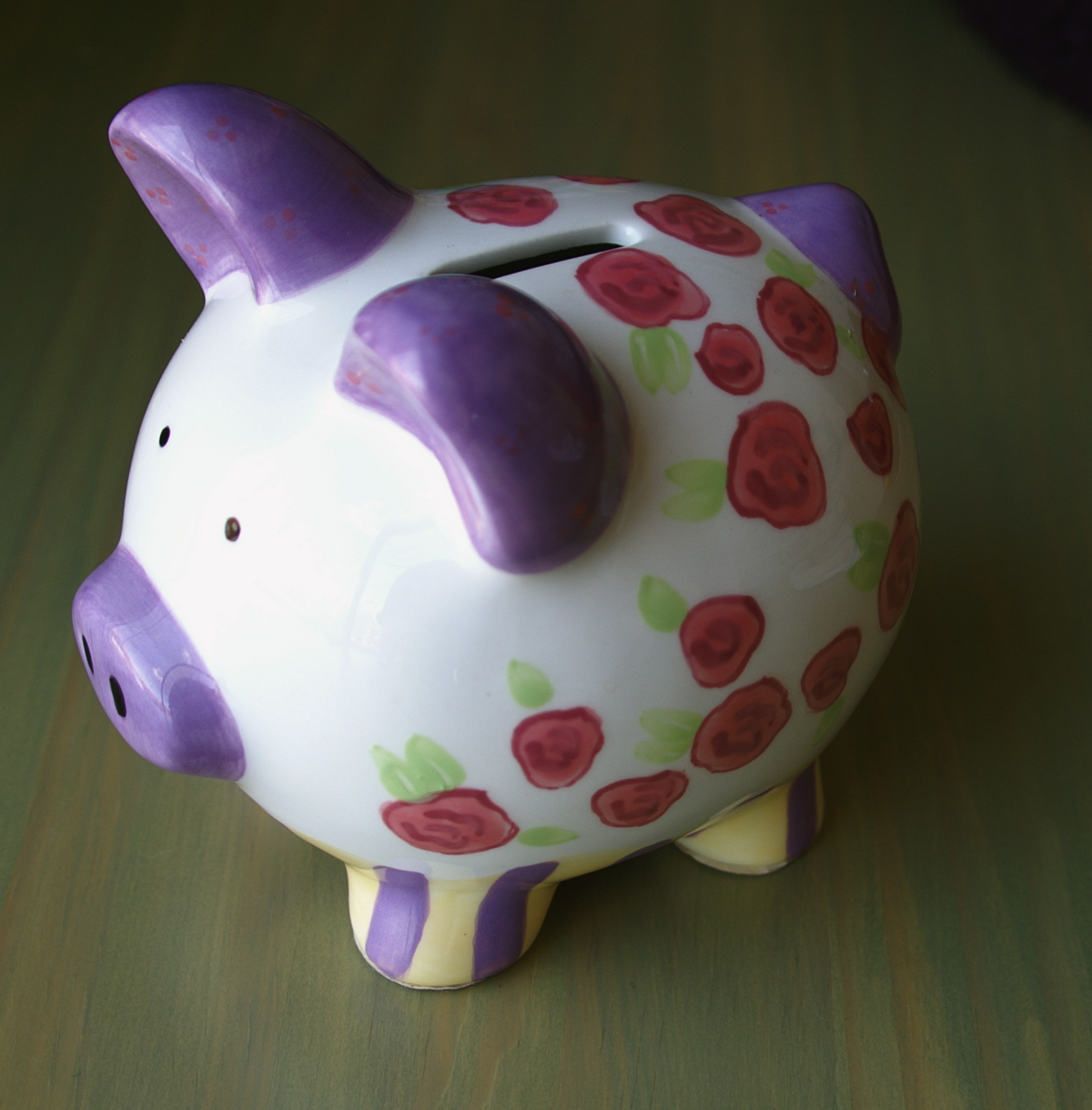
Un salvadanaio, simbolo del risparmio.

Il risparmio, in economia, è la quota del reddito di persone, imprese o istituzioni che non viene spesa nel periodo in cui il reddito è percepito, ma è accantonato per essere speso in un momento futuro. 

## Descrizione
Il risparmio è dunque un sacrificio del consumo presente, in vista di un maggiore consumo futuro. Si noti la differenza tra risparmio ed investimento in cui invece è necessariamente presente un elemento di rischio.
In generale lo scopo è quello di poter disporre in un secondo momento delle risorse non spese. Ciò può avvenire per far fronte a spese impreviste, nel caso di un risparmio di tipo precauzionale, per garantirsi un reddito futuro oltre a quello offerto dal sistema pensionistico, come formalizzato dalla teoria del ciclo vitale di Franco Modigliani, per lasciare un'eredità o per compiere, in futuro, un investimento di rilevanti dimensioni, come l'acquisto di un bene durevole. La distinzione tra le diverse motivazioni del risparmio si deve principalmente a John Maynard Keynes.

## I settori dell'economia interessati
Il risparmio nazionale corrisponde alla differenza tra prodotto interno e consumi e risulta identico alla somma degli investimenti interni corretti dalla variazione del saldo debitore o creditore verso il resto del mondo. I soggetti economici che concorrono alla formazione o alla distruzione del risparmio nazionale possono essere raggruppati in tre grandi categorie: le famiglie, le imprese e la Pubblica Amministrazione. Il risparmio conseguito dalla Pubblica Amministrazione (Stato, enti locali, enti pubblici vari) viene chiamato risparmio pubblico. Ad esso si contrappone il risparmio privato, ovvero la somma di quanto accumulato dalle due altre grandi categorie di soggetti: le famiglie (risparmio familiare) e le imprese (risparmio d'impresa). Le imprese private e la Pubblica Amministrazione spesso non risparmiano o non risparmiano a sufficienza per fronteggiare le loro necessità. Richiedono, quindi, risorse finanziarie in aggiunta a quelle di cui dispongono. Possono ricevere finanziamenti direttamente dalle famiglie, alle quali cedono titoli (azioni e obbligazioni) oppure indirettamente, ricorrendo al credito bancario. Le banche che sono intermediari finanziari, a loro volta, finanziano i propri impieghi ricorrendo ai risparmi delle famiglie (depositi). In questo senso si può dunque parlare di settori in surplus o in deficit dell'economia.
Il tasso di risparmio, vale a dire la quota del reddito che viene risparmiata, è variata nel corso del tempo, in generale riducendosi. Tra le varie motivazioni addotte dagli economisti, si considera quella che spiega il fenomeno correlando il tasso di risparmio alle incertezze prodotte da violente crisi economiche (ad esempio la crisi degli anni trenta) e dai conflitti bellici.

## Risparmio e investimento
Il risparmio è strettamente legato all'investimento. Non usando il reddito per acquistare beni di consumo, è possibile investire risorse usandole per produrre capitale fisso, ad esempio impianti e macchinari. Il risparmio può quindi essere vitale per incrementare la quantità di capitale fisso disponibile, che contribuisce alla crescita economica.
Tuttavia, un aumento del risparmio non corrisponde sempre ad aumento dell'investimento: se i risparmi vengono messi da parte infruttuosamente nel cosiddetto materasso, anziché essere depositati presso un intermediario finanziario, come ad esempio una banca, o investiti nell'acquisto di titoli, non c'è possibilità che tali risparmi vengano riciclati come investimento dalle imprese. Ciò significa che il risparmio può aumentare senza che aumenti l'investimento, inteso al netto delle scorte, possibilmente causando una diminuzione della domanda e quindi recessione, anziché crescita economica. Nel breve periodo, una diminuzione del risparmio può portare ad una crescita della domanda aggregata e quindi dell'economia. Nel lungo periodo se il risparmio diminuisce finisce per ridurre anche l'investimento e diminuire il livello futuro della produzione. Questo particolare effetto è conosciuto come paradosso della parsimonia. La produzione economica futura è resa possibile rinunciando al consumo immediato per aumentare l'investimento.
In un'economia agricola primitiva, il risparmio potrebbe prendere la forma di accantonare la parte migliore del grano raccolto come semina per la stagione successiva. Se tutto il raccolto fosse consumato, l'agricoltura cesserebbe alla stagione successiva, e si avrebbe un'economia degradata di cacciatori-raccoglitori. Tuttavia, anche se l'intero raccolto venisse risparmiato, non si avrebbe nulla da consumare per l'anno in corso. Pertanto, il tasso ottimale di risparmio deve mantenersi tra questi due estremi ed è definito come il tasso di risparmio di regola aurea.

## Le scelte di risparmio
La misura del compenso richiesto per il sacrificio del consumo presente, in vista di un maggiore consumo futuro, se espresso in termini percentuali è rappresentata dal tasso di interesse. L'economia classica postulava che i tassi d'interesse si sarebbero adattati velocemente in modo da eguagliare risparmio e investimento, evitando una sovrapproduzione generale. Ma secondo Keynes sia il risparmio che l'investimento sono inelastici rispetto al tasso d'interesse, così da richiedere notevoli variazioni dei tassi. Sarebbero invece la domanda e l'offerta di moneta a determinare i tassi d'interesse nel breve periodo. Sarebbe dunque possibile che il risparmio ecceda l'investimento, causando una recessione.
Nell'ambito delle famiglie si è osservato che le scelte di risparmio dipendono da diversi fattori. In particolare, la propensione a risparmiare di un individuo dipende dalle sue condizioni economiche: chi è meno abbiente tende a risparmiare di meno, dovendo destinare una percentuale più elevata del suo reddito a spese incomprimibili. Di conseguenza maggiore è la percentuale di persone con redditi elevati, in una economia, maggiore è il tasso di risparmio e minore la quota del reddito che viene destinata ai consumi immediati.

## Nella finanza personale
Nella finanza personale, il risparmio corrisponde alla preservazione nominale del denaro per usi futuri, per creare ad esempio un fondo di emergenza, per l'acquisto di beni durevoli come una casa o un'auto, o in previsione di spese future, nonostante la possibilità che l'inflazione ne eroda il valore reale. Può essere usato per questi scopi un conto di deposito che paga generalmente un interesse.
Il denaro usato per acquistare azioni, depositato in uno schema di investimento collettivo (ad esempio in un fondo comune) o utilizzato in generale per acquistare un titolo rischioso, viene considerato un investimento finanziario. Questa distinzione è importante perché il rischio da investimento può causare una perdita in conto capitale se, al momento del realizzo, il valore del titolo è diminuito rispetto a quando è stato acquistato.
A diversi livelli di rischio desiderati si applicano diversi tassi di rendimento attesi, tanto che, per alcuni conti di deposito privi di rischio, il tasso d'interesse può risultare insufficiente a coprire la perdita di valore reale dovuta all'inflazione.
In molti casi, i termini risparmio ed investimento sono usati intercambiabilmente, cosa che confonde questa distinzione. Ad esempio molti conti di deposito sono etichettati come "conti di investimento" dalle banche per scopi di marketing.